# هاري ماي
هاري ماي (بالإنجليزية: Harry May)‏ هو سياسي أسترالي، ولد في 1 أغسطس 1892 في المملكة المتحدة، وتوفي في 13 مايو 1972 في أستراليا. حزبياً، نشط في حزب العمال الأسترالي ‏. وقد انتخب عضو الجمعية التشريعية لأستراليا الغربية.